# Supercoppa di Croazia 2003
La Supercoppa di Croazia 2003 è stata la 5ª edizione di tale competizione. Si è disputata il 20 luglio 2003 allo Stadio Maksimir di Zagabria. La sfida ha visto contrapposti la Dinamo Zagabria, campione di Croazia, e l'Hajduk Spalato, trionfatore nella Coppa di Croazia 2002-2003. La Dinamo Zagabria, grazie ad un punteggio di 4-1 ha vinto per la seconda volta nella sua storia questo trofeo.

## Tabellino
| Arbitro: | Ivan Bebek (Fiume) |

|                                                 |           |              |
| Tomić 30’ Sedloski 48’ Eduardo 75’ Zahora 90+2’ | Marcatori | 23’ Rukavina |